# Такие красивые люди
«Такие красивые люди» (укр. Такі красиві люди) — дебютный полнометражный фильм режиссёра Дмитрия Моисеева, вышедший на Национальной киностудии им. А. Довженко по государственному заказу в 2013 году.
Премьера состоялась в основной конкурсной программе 43-го Международного кинофестиваля «Молодость». Фильм принимал участие в кинофестивалях в Италии, Польше, Армении («Золотой абрикос»), США. В прокат фильм вышел 24 сентября 2014 года.

## Сюжет
На берегу моря в двух обособленных домиках живут сбежавшие от цивилизации люди — семья с ребёнком (Люба, Кирилл и их сын Марьян) и одинокая Марта. На жизнь зарабатывают рыбной ловлей. Люба дважды в день торгует в пивном ларьке, где продаёт пиво и сушёную рыбу заводчанам (перед и после смены).
Иногда к пивному ларьку прибиваются случайные проезжие, некоторых Люба приглашает в гости, во многом для знакомства с Мартой. Однако далеко не все знакомства Марте по душе — она давно утратила веру в возможность встретить любимого человека.
Ситуация меняется в тот момент, когда на берегу возле их дома появляется мужчина с фотоаппаратом, который представляется писателем из Ивано-Франковска по имени Иван. Марта обретает смысл жизни, её все меньше интересует рыбный улов, и всё больше Иван.
Иван под предлогом срочных дел уезжает в город и в телефонном разговоре признаётся в своей боязни серьёзных отношений. Марта отправляется во Франковск на его поиски. В книжном магазине ей без денег отдают выпущенную десять лет назад книжку Ивана — она оказывается единственно опубликованной. Сам же автор работает в кафе «Золотой круасан» официантом, живёт на квартирах у знакомых…
Устав от поисков скрывающегося Ивана, Марта возвращается к морю и намерена снова взяться за рыбную ловлю.
На берегу штормящего моря, на совершенно пустом берегу идут навстречу друг другу две фигуры: она — в мужицкой рыбачьей одежде, он — со своими скромными пожитками…

## В ролях
- Полина Войневич[укр.] — Марта
- Константин Данилюк — Иван Дубак
- Алла Бинеева — Люба
- Олег Стефан — Кирилл
- Вячеслав Глушко — Славик
- Михаил Савченко

### В эпизодах
- Михаил Жонин
- Александр Ярема
- Василий Стёпкин
- Михаил Игнатов
- Елена Каплан
- Жанна Богдавич
- Александр Моргацкий
- Дмитрий Моисеев

## Съёмочная группа
- Автор сценария: Дмитрий Моисеев
- Режиссёр-постановщик: Дмитрий Моисеев
- Оператор-постановщик: Сергей Тартышников[укр.]
- Художник-постановщик: Алексей Балашов
- Композитор: Максим Шалыгин
- Звукорежиссёр: Анатолий Иванюк
- Монтажёр: Александр Новицкий
- Художник по костюмам: Валентина Горлань
- Художник-гримёр: Инга Новикова
- Продюсер: Игорь Ставчанский
- Художественный руководитель: Роман Балаян
- Директора картины: Светлана Петрова, Татьяна Гуцкало, Ирина Шавирская

## Съёмки
Финансирование фильма было полностью осуществлено за счёт Госкино Украины.
Фильм был снят за 25 съёмочных дней в Ивано-Франковске (площадь Шептицкого, площадь Мицкевича), Феодосии (Ильинский маяк), Геническе и Киеве. Для эпизодов на берегу Азовского моря на Арабатской стрелке были выстроены два домика.
В фильме звучит стихотворение Ивана Драча «Крылья» (укр. Крила).

## Отзывы
В фильме подчеркивается важность обычных земных радостей, когда, чтобы на душе все было хорошо, достаточно просто накормить любимого человека завтраком. Может показаться, что герои плывут по течению и не имеют никаких амбиций, их истории и драмы — наивные и надуманные, и ради такого будничного конфликта не стоило снимать целый фильм. Может, это и так, но фильм вышел настолько чистым, добрым и светлым, что не имеет смысла скрупулёзно разбирать его, критикуя слабости и прорехи. После него хочется любить, а это главное.— Алена ЕКИМОВА, oKino.ua

Одна из идей фильма — что легче стать счастливым в мире, где нет стремления к статусу и не действуют законы выживания современного социума. Почему мои герои — красивые люди? Потому что они полны добра и любви. Ведь наша жизнь — это то, на что мы тратим свое время.— Дмитрий Моисеев